# 丽江合耳菊
丽江合耳菊（学名：Synotis lucorum）为菊科合耳菊属的植物，是中国的特有植物。分布于中国大陆的云南等地，生长于海拔2,800米至4,000米的地区，见于森林、灌丛和开旷山坡，目前尚未由人工引种栽培。

## 别名
丽江尾药菊